# Villa Mercedes
Villa Mercedes är en ort i Argentina.   Den ligger i provinsen San Luis, i den centrala delen av landet, 700 km väster om huvudstaden Buenos Aires. Villa Mercedes ligger 516 meter över havet och antalet invånare är 96 781.
Terrängen runt Villa Mercedes är platt. Villa Mercedes är det största samhället i trakten.
Omgivningarna runt Villa Mercedes är i huvudsak ett öppet busklandskap. Runt Villa Mercedes är det glesbefolkat, med 8 invånare per kvadratkilometer.